# ジャガイモ危機
もしかして
- ジャガイモ飢饉

ではありませんか？